# Tobias Nath
Tobias Nath (* 24. Mai 1979 in Bochum) ist ein deutscher Schauspieler, Synchronsprecher, Hörspielsprecher sowie Sprecher von Hörbüchern. Er ist unter anderem die deutsche Stimme von Ben Whishaw, Matt Smith, Randall Park, Dule Hill, Lamorne Morris, Louis Garrel und Darren Criss.

## Leben
Tobias Nath absolvierte sein Schauspielstudium von 1999 bis 2003 an der Hochschule für Musik und Theater Hannover.
1990 zog Nath nach Berlin und begann 1994 seine Schauspielkarriere.
Daneben ist Tobias Nath als Synchronsprecher tätig. Er ist unter anderem die deutsche Stimme von Ratchet vom Film Ratchet and Clank, die Stimme von Joshua Harto in dem Film The Dark Knight, Dulé Hill, in der Serie Psych und dem Film Whisper, Darren Criss als Blaine Anderson in Glee, Lamorne Morris als Winston in New Girl, Owain Yeoman in The Mentalist, Zachary Levi in Chuck, Barrett Foa als Eric in Navy CIS: L.A., Eddie Redmayne in Wilde Unschuld und Jupiter Ascending, Unax Ugalde in Die Liebe in den Zeiten der Cholera, Tate Ellington in Elephant King, Matt Smith, den 11. Doctor in Doctor Who, Charlie Landers in Aaron Stone und Jack Atlas in Yu-Gi-Oh! 5D’s. Zudem war Tobias Nath die Station-Voice von VIVA. Er ist Station-Voice, von The Voice of Germany und The Voice Kids. Außerdem ist er die deutsche Stimme für Ben Whishaw in der Rolle „Q“ in den Filmen James Bond 007: Skyfall und James Bond 007: Spectre. Von 2011 bis 2017 sprach er die Rolle des Jay in der Serie Ninjago, was ihn stimmlich sehr bekannt bei meist minderjährigem Publikum machte.
Nath ist mit Rubina Kuraoka verheiratet, die in der Synchronbranche aktiv ist. Sie haben zwei gemeinsame Kinder, einen Sohn und eine Tochter.

## Filmografie (Auswahl)
- 1994: Natalie – Endstation Babystrich
- 1994:  Die brennende Schnecke
- 1997: Natalie 2 – Die Hölle nach dem Babystrich
- 1998: Tod auf Amrum
- 1998: Der Laden
- 1998: Derrick: Das Abschiedsgeschenk
- 1999:  Ehemänner und andere Lügner
- 2000: Das Alibi
- 2002: Körner und Köter
- 2003: Der Alte
  - Episode 284: Der Albtraum
  - Episode 288: Tod auf Raten
- Tatort (Fernsehreihe)
  - 2003: „Väter“
  - 2004: „Herzversagen“
- 2004 bis 2006: Siska In der Serie übernahm er die Rolle des Assistenten  Gerhard Lessmann
- 2005: Alarm für Cobra 11 – Die Autobahnpolizei
- 2007 Polizeiruf 110 (Fernsehserie) – Verstoßen
- 2007  Mama arbeitet wieder

## Synchronrollen (Auswahl)
Ben Whishaw
- 2008: Wiedersehen mit Brideshead als Sebastian Flyte
- 2009: Bright Star – Meine Liebe. Ewig als John Keats
- 2012: Cloud Atlas als verschiedene Rollen
- 2012: James Bond 007: Skyfall als Q
- 2015: Days and Nights als Eric
- 2015: The Danish Girl als Henrik
- 2015: Im Herzen der See als Herman Melville
- 2015: The Lobster als Der hinkende Mann
- 2015: James Bond 007: Spectre als Q
- 2015: Suffragette – Taten statt Worte als Sonny Watts
- 2018: Mary Poppins’ Rückkehr als Michael Banks
- 2019: Little Joe – Glück ist ein Geschäft als Chris
- 2021: James Bond 007: Keine Zeit zu sterben als Q

Matt Smith
- 2009: Secret Diary of a Call Girl als Tim (Folge 1x06)
- 2010–2015: Doctor Who als 11. Doctor
- 2014: Lost River als Bully
- 2016–2017: The Crown als Prinz Philip, Duke of Edinburgh (20 Folgen)
- seit 2022: House of the Dragon als Prinz Daemon Targaryen

Barrett Foa
- 2009: Navy CIS als Eric Beal (Folgen 6x22–23)
- 2010–2022: Navy CIS: L.A. als Eric Beale
- 2009: Numbers – Die Logik des Verbrechens als Andrew Gibbons (Folge 5x17)

Randall Park
- 2012: Fast verheiratet als Ming
- 2014: Bad Neighbors als Vertreter
- 2016: Office Christmas Party als Fred

Owain Yeoman
- 2010–2015: The Mentalist als Wayne Rigsby
- 2017: The Blacklist als Greyson Blaise (Folge 5x02)

Michael Adamthwaite
- 2011–2017: Ninjago als Jay (1. Stimme)
- 2016: Ninjago: Tag der Erinnerungen als Jay

Kit Harington
- 2014: Seventh Son als Billy Bradley
- 2014: Testament of Youth als Roland Leighton

Jack Reynor
- 2014: Transformers: Ära des Untergangs als Shane Dyson
- 2015: A Royal Night – Ein königliches Vergnügen als Jack

### Filme
- 1999: Mitsuru Miyamoto in Detektiv Conan – Der Magier des letzten Jahrhunderts als Masato Nishino
- 2006: Tate Ellington in The Elephant King als Oliver Hunt
- 2007–2009: Ken’ichi Suzumura in The Garden of Sinners–Filmreihe als Mikiya Kokutou
- 2008: Albert Johnson in Death Toll – Blutgeld als Billy
- 2008: Steven Strait in Stop–Loss als Michael Colson
- 2008: Stanley Weber in C’est la vie – So sind wir, so ist das Leben als Éric
- 2009: Tony Elias in Star Trek als Officer Pitts
- 2009: Justin Long in After.Life als Paul Coleman
- 2009: Toshihiko Seki in Flüstern des Meeres – Ocean Waves als Yutaka Matsuno
- 2009: Anton Yelchin in Terminator: Die Erlösung als Kyle Reese
- 2009: Neil Brown Jr. in Fast & Furious – Neues Modell. Originalteile. als Malik
- 2010: Robert Belushi in Valentinstag als Postangestellter Ted
- 2010: Christopher Denham in Shutter Island als Peter Breene
- 2010: Rusty Mewha in Betty Anne Waters als Diensthabender Polizist #1
- 2010: Steven Robertson in The Tourist als Pinnock
- 2010: Tom Tate in Dante’s Inferno – Ein animiertes Epos als Francesco Portinari
- 2010: Leo Bill in Alice im Wunderland als Hamish Ascot
- 2010: David Walton in Burlesque als Mark the DJ
- 2011: Matt Lucas in Brautalarm als Gil
- 2011: Demetri Martin in Take Me Home Tonight als Carlos
- 2012: Sean Faris in Weihnachten mit Holly als Mark Nagle
- 2013: T. R. Knight in 42 – Die wahre Geschichte einer Sportlegende als Harold Parrott
- 2013: Taran Killam in 12 Years a Slave als Hamilton
- 2013: Neet Mohan in Trishna als Sandeep
- 2013: Bryan Dick in Numbers Station als David
- 2013: Fabien Marsaud in Jack und das Kuckucksuhrherz als Joe
- 2014: Ben Lloyd-Hughes in Die Bestimmung – Divergent als Will
- 2015: Rupert Friend in Hitman: Agent 47 als Agent 47
- 2015: Brett Davern in The Stanford Prison Experiment als Hubbie Whitlow/ 7258
- 2015: Toby Kebbell in Fantastic 4 als Victor von Doom/ Doctor Doom
- 2019: Henry Golding in Last Christmas als Tom
- 2020: Chris Pang in 3 Engel für Charlie als Jonny Smith
- 2020: Louis Garrel in Little Women als Friedrich Bhaer
- 2020: Lamorne Morris in Bloodshot als Wilfred Wigans
- 2020: Devere Rogers in Der Spion von nebenan als Carlos
- 2022: Wagner Moura in The Gray Man als Laszlo

### Serien
- 2006: Dustin Milligan in Andromeda als Lon (Folge 5x08)
- 2006: Jonathan Redford in Navy CIS als Corpsman Timothy Morgan (Folge 2x19)
- 2006: Jonathan Scarfe in Welcome, Mrs. President als Richard Laughlin (Folge 1x13)
- 2007: Patrick J. Adams in Numbers – Die Logik des Verbrechens als Adam Bennett (Folge 2x16)
- 2007: Curtis Andersen in Veronica Mars als Guy Abruti (Folge 2x12)
- 2007: Terry Fradet in Monk als Stork (Folge 5x08)
- 2007: Christian Schrapff in Supernatural als Vince Parker (Folge 1x11)
- 2007–2011: Kristian Schmid in Sea Patrol als Robert Dixon
- 2008: Scott Rinker in Shark als Matt Burris (Folge 2x05)
- 2008: Tony Elias in Ghost Whisperer – Stimmen aus dem Jenseits als Corporal Hector Sanchez (Folge 3x03)
- 2008–2009, 2011: Todd Grinnell in Desperate Housewives als Dr. Alex Cominis (6 Folgen)
- 2008–2017: Michael Grant Terry in Bones – Die Knochenjägerin als Wendell Bray
- 2009: Patrick J. Adams in Navy CIS als Tommy Doyle (Folge 6x06)
- 2009: Tom Mison in Secret Diary of a Call Girl als Daniel (Folge 1x01)
- 2009: Matt Bois in Flashpoint – Das Spezialkommando als Howie Cranwell (Folge 2x05)
- 2009: Tom Choi in Prison Break als Fengs Fahrer (Folge 4x11)
- 2009: Patrick Gilmore in Supernatural als Ken Watson (Folge 3x05)
- 2009–2010: Seth Green in Star Wars: The Clone Wars als Todo 360 (Staffel 2–3)
- 2009: Keith Nobbs in Fringe – Grenzfälle des FBI als Carl Bussler (Folge 1x16)
- 2009, 2011: Matt Cohen in Supernatural als junger John Winchester (Folgen 4x03, 5x13)
- 2010–2015: Darren Criss in Glee als Blaine Anderson (88 Episoden)
- 2010: Scott Rinker in Scrubs – Die Anfänger als Mr. Halford (Folge 8x04)
- 2010: Tate Ellington in Good Wife als Tim Willens (Folge 1x11)
- 2010: Justin Hagan in Good Wife als Jay Van Zandt (Folge 1x21)
- 2010: Austin Lysy in CSI: NY als Thomas Gates (Folge 6x08)
- 2012: Matt Di Angelo in Death in Paradise als Darren Moore (Folge 1x02)
- 2012: Preston Jones in Austin & Ally als Miami Mack (Folge 1x09)
- 2013: Toby Kebbell in Black Mirror als Liam (Folge 1x03)
- 2013: David Alpay in Vampire Diaries als Atticus Shane (14 Folgen)
- 2013–2014: Matt Cedeño in Devious Maids – Schmutzige Geheimnisse als Alejandro Rubio (13 Folgen)
- 2013–2015: George Blagden in Vikings als  Athelsten
- 2013–2017: Tom Mison in Sleepy Hollow als Ichabod Crane
- 2014: Matt Cohen in The Client List als Victor Collins (Folge 2x09)
- 2014: Walter Perez in Hello Ladies als Lopez (Folge 1x06)
- 2015: Ted Michaels in The Comeback als Jeff (Folge 1x13)
- 2015: Darren Criss in American Horror Story als Justin (3 Episoden)
- 2016: Tate Ellington in The Blacklist als Miles McGrath (Folge 4x03)
- 2016: Ferdinand Kingsley in Victoria als Charles Elmé Francatelli (8 Folgen)
- 2016–2017: Tom Felton in The Flash als Julian Albert Desmond (17 Folgen)
- 2018: Darren Criss in American Crime Story – Der Mord an Gianni Versace als Andrew Cunanan
- 2018–2023: Josh Dallas in Manifest als Ben Stone
- seit 2019: Zachary Knighton in Magnum P.I. und Hawaii Five-0 als Orville „Rick“ Wright
- 2019–2021: Justin Chatwin in Another Life als Erik Wallace
- 2020: Oliver Walker in Treadstone als Matheson (4 Folgen)
- 2021–2022: Brian Geraghty in Big Sky als Ronald Pergman
- 2021: Seth Green in Star Wars: The Bad Batch als Todo 360 (2 Folgen)
- 2024: Cody Lightning in Echo als Biscuits
- 2024–2025: Jaleel White in Star Wars: Skeleton Crew als Gunter (7 Folgen)

## Hörspiele & Hörbücher (Auswahl)
- 2017: Captain Underpants: Großangriff der schnappenden Klo-Schüsseln ... und noch ein Abenteuer, der Hörverlag, ISBN 978-3-8445-2090-3
- 2019: Justin Richards: Apollo 23 (Doctor Who Romane), Lübbe Audio & BookBeat
- 2022: Charles Dickens & Marc Freund: Eine Weihnachtsgeschichte, Highscore Music & Audible (u. a. mit Sascha Rotermund, Jürgen Kluckert)